# Txeldàievo
Txeldàievo (en rus: Челдаево) és un poble de l'óblast d'Uliànovsk, a Rússia. Pertany al districte d'Inza.